# Vetenskapsåret 1730

## Händelser
- Analemman utvecklas av den franske astronomen Grandjean de Fouchy.
- Gökuret uppfinns av en tysk urmakare.
- Grad Réaumur utvecklas av den franske naturforskaren René Antoine Ferchault de Réaumur, där 0 är vattens frystemperatur och 80 är kokpunkten.

## Födda
- 26 juni - Charles Messier (död 1817), fransk astronom.
- 6 juli - Peter Jonas Bergius (död 1790), svensk läkare och botaniker.
- 8 december - Johann Hedwig (död 1799), tysk botaniker.
- Maria Angela Ardinghelli (död 1825), italiensk översättare, matematiker och fysiker.